# برونو لويز دوس سانتوس
برونو لويز دوس سانتوس هو لاعب كرة قدم برازيلي في مركز الدفاع، ولد في 22 نوفمبر 1987 في دورادوس في البرازيل. لعب مع نادي ماكاي.

## وصلات خارجية
- برونو لويز دوس سانتوس على موقع قاعدة بيانات كرة القدم.إي يو (الإنجليزية)
- برونو لويز دوس سانتوس على موقع Soccerway.com (الإنجليزية)